# Ratpenat de nas tubular petit
El ratpenat de nas tubular petit (Paranyctimene raptor) és una espècie de ratpenat de la família dels pteropòdids. Viu a Papua Occidental (Indonèsia) i Papua Nova Guinea.